# Singhiella vanieriae
Singhiella vanieriae és una espècie d'hemípter del gènere Singhiella, de la família dels Aleiròdids. Va ser descrita científicament per primera vegada per Takahashi el 1935.